# ПЭС у острова Рузвельт
ПЭС у острова Рузвельт (англ. Roosevelt Island Tidal Energy), сокращённо RITE Project — проект по получению энергии из приливно-отливных течений в проливе Ист-Ривер у острова Рузвельт в Нью-Йорке.

## Расположение и концепт
Схема бесплотинных подводных турбин

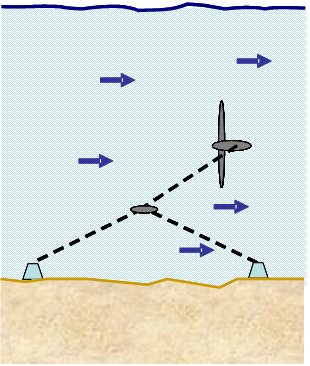
Схема турбины, удерживаемой кабелями

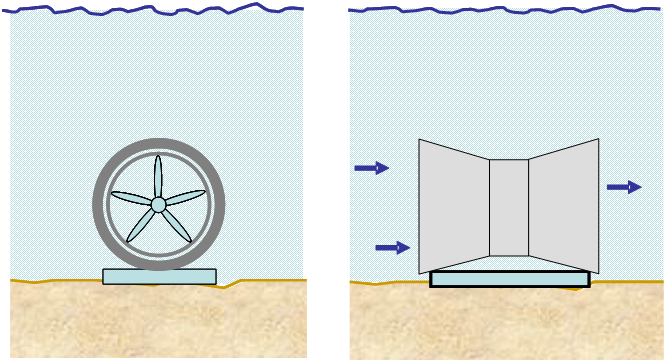
Схема придонной турбины

RITE — бесплотинная приливная электростанция, располагающаяся в восточном рукаве пролива Ист-Ривер между районом (боро) Нью-Йорка Куинс и островом Рузвельт севернее моста через остров Рузвельт. RITE состоит из турбин, которые заякорены на грунте пролива и используют приливно-отливные течения. Так как Ист-Ривер не река, а пролив между Лонг-Айлендом и заливом Нью-Йорка, по причине малости поперечного сечения и приливно-отливных течений скорость течения в нём может достигать 2,7 метра в секунду.

## История проекта
Эксплуатирующая организация Verdant Power начала реализацию проекта в 2002 году.
С 2006 года шесть демонстрационных турбин были заякорены на дне Ист-Ривера. Турбины высотой пять метров и мощностью по 35 кВт каждая. Изначально они поставляли электричество для расположенных рядом супермаркета и парковочного сооружения на острове Рузвельт.
В скором времени выяснилось, что течение настолько сильное, что лопасти турбин разваливаются и требуется переконструировать турбины. После устранения недостатков Verdant Power планировала к 2012 году установить сооружение с тридцатью турбинами и достичь мощности 1 МВт. В дальнейшем планируется установить до 300 турбин. Проект финансировался управлением по энергии штата Нью-Йорк New York State Energy Research and Development Authority в размере 2,5 миллиона долларов.